# Aulon (Creuse)
Aulon é uma comuna francesa na região administrativa da Nova Aquitânia, no departamento de Creuse. Estende-se por uma área de 10,86 km². Em 2010 a comuna tinha 161 habitantes (densidade: 14,8 hab./km²).